# 판교어린이도서관
판교어린이도서관은 경기도 성남시 분당구 백현동에 있는 도서관이다.

## 연혁
- 2013년 5월 27일 판교어린이도서관 착공(한국토지주택공사)
- 2014년 10월 29일 부분 개관 (일반열람실만 개방)
- 2015년 4월 20일 전체 개관

## 시설 현황
- 3층 - 로봇관, 문화교실1,2, 세미나실, 시청각실, 멀티스튜디오, 휴게실
- 2층 - 아동열람실, 종합열람실(전자정보실, 문헌정보실), 제2열람실, 식당/매점
- 1층 - 유아 열람실, 제1열람실, 노트북실

## 이용 안내
이용 시간
- 일반열람실: 매일 07:00 ~ 24:00
- 유아열람실, 아동열람실, 문헌정보실, 전자정보실: 동절기(11~2월) 09:00 ~ 18:00, 하절기(3~10월) 09:00 ~ 20:00

휴관일
- 신정, 설날/추석 연휴 전체 휴관
- 자료실 : 매주 월요일
- 일반열람실 : 둘째, 넷째 월요일